# 坂田郡
- 令制国一覧 > 東山道 > 近江国 > 坂田郡
- 日本 > 近畿地方 > 滋賀県 > 坂田郡

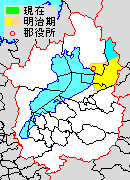
滋賀県坂田郡の位置（黄：明治期 薄黄：後に他郡に編入された区域 水色：後に他郡から編入した区域）

坂田郡（さかたぐん）は、滋賀県（近江国）にあった郡。

## 郡域
1879年（明治12年）に行政区画として発足した当時の郡域は、下記の区域にあたる。
- 彦根市の一部（笹尾町、小野町、佐和山町、鳥居本町、宮田町より北東）
- 長浜市の一部（相撲町、森町、下之郷町、国友町、今町、千草町、東上坂町、相撲庭町以南）
- 米原市の大部分（甲津原・曲谷・甲賀・吉槻・上板並・下板並を除く）

該当区域の面積は236.60k㎡、人口は108,034人（平成22年国勢調査）（1）。

## 歴史

### 近世以降の沿革
- 「旧高旧領取調帳」に記載されている明治初年時点での支配は以下の通り。●は村内に寺社領が、○は村内に寺社除地[1]が存在。（2町178村）

| 知行         | 知行                           | 村数      | 村名 |
| ------------ | ------------------------------ | --------- | --- |
| 幕府領       | 幕府領（大津代官所）           | 5村       | 産所村、下夫馬村、保田村、垣籠村、長沢新田 |
| 幕府領       | 幕府領（彦根藩預地）           | 4村       | ●瀬田町村、田村、寺田村、高橋村 |
| 幕府領       | 旗本領                         | 4村       | 梓河内村、池下村、大東村、長沢村 |
| 藩領         | 近江彦根藩                     | 2町 124村 | 長浜町、須川村、藤川村、弥高村、大平寺村、大清水村、杉沢村、村木村、長岡村、春照村、市場中村、本庄中村、間田村、小田村、井之口村、相撲庭村、市場村、野一色村、観音寺村、烏脇村、北方村、菅江村、枝折村、上丹生村、下丹生村、牛打村、樋口村、樽水村、門根村、久礼村、西坂村、蓮華寺村、番場村、榑ヶ畑村、武奈村、妙幸村、男鬼村、仏生寺村、善谷村、中山村、荘厳寺村、笹尾村、小野村、原村、古西法寺村、小野西山村、小野馬場村、物生山村、百々村、西法寺村、上矢倉村、下矢倉村、甲田村、梅ヶ原村、日光寺村、新庄村、箕浦村、寺倉村、西円寺村、岩脇村、飯村、米原村、布施村、名越村、鳥羽上村、常喜村、本庄村、永久寺村、北田附村、南田附村、今村、橋本村、中沢村、東上坂村、西上坂村、堀部村、小屋村、七条村、八条村、今川村、加納村、●北小足村、榎木村、八幡中山村、●八幡東村、新庄東村、新庄西村、●新庄寺村、新庄中村、新庄馬場村、小沢村、下之郷村、十里村、列見村、森村、相撲村、長浜新田、古殿町、三ツ屋村、●宮村、加田村、下坂中村、大戌亥村、室村、四塚村、●南高田村、●北高田村、平方村、顔戸村、舟崎村、高溝村、加田今村、宇賀野村、世継村、上多良村、中多良村、下多良村、朝妻村、筑摩村、磯村、大辰巳村、石田村、挊野村、松尾寺村、鳥居本村、小一条村 |
| 藩領         | 大和郡山藩                     | 7村       | ●○柏原村、目河内村、上野村、本郷村、醒井村、国友村、●勝村 |
| 藩領         | 近江宮川藩                     | 7村       | 岩ガ谷村、上平寺村、村居田村、坂口村、一色村、宮川村、春近村 |
| 藩領         | 出羽山形藩                     | 5村       | 伊吹村、小泉村、大久保村、上夫馬村、小堀村 |
| 藩領         | 近江水口藩                     | 1村       | 堂谷村 |
| 藩領         | 紀伊和歌山藩                   | 1村       | 志賀谷村 |
| 藩領         | 讃岐丸亀藩                     | 1村       | 清滝村 |
| 藩領         | 彦根藩・宮川藩                 | 2村       | 万願寺村、口分田村 |
| 藩領         | 彦根藩・山形藩                 | 1村       | 辰巳村 |
| 藩領         | 郡山藩・宮川藩                 | 1村       | 長久寺村 |
| 藩領         | 郡山藩・水口藩                 | 1村       | 大鹿村 |
| 藩領         | 郡山藩・水口藩・山形藩         | 1村       | 山室村 |
| 藩領         | 宮川藩・山形藩                 | 1村       | 多和田村 |
| 藩領         | 宮川藩・丸亀藩                 | 1村       | 大野木村 |
| 幕府領・藩領 | 幕府領（大津）・彦根藩         | 1村       | 西山村 |
| 幕府領・藩領 | 幕府領（彦根）・彦根藩         | 1村       | 祇園村 |
| 幕府領・藩領 | 幕府領（大津）・彦根藩・郡山藩 | 1村       | 乾村 |
| 幕府領・藩領 | 幕府領（大津）・彦根藩・宮川藩 | 2村       | 高番村、下坂浜村 |
| 幕府領・藩領 | 幕府領（大津）・宮川藩         | 1村       | 下司村 |
| 幕府領・藩領 | 幕府領（大津）・山形藩         | 1村       | 保多村 |
| 幕府領・藩領 | 旗本領・郡山藩                 | 2村       | 能登瀬村、川崎村 |
| 幕府領・藩領 | 旗本領・宮川藩・近江山上藩     | 1村       | ●南小足村 |
| 幕府領・藩領 | 旗本領・和歌山藩               | 1村       | 本庄村 |

- 慶応4年
  - 3月7日（1868年3月30日） - 大津代官所に大津裁判所が設置され、大津代官所が管轄していた幕府領を管轄。
  - 4月28日（1868年5月20日） - 大津裁判所の管轄地域が大津県の管轄となる。
- 明治2年 - 彦根藩が戊辰戦争の戦功によって加増され、彦根藩預地が彦根藩領となる。
- 明治3年
  - 2月 - 旗本領が大津県の管轄となる。
  - 7月17日（1870年8月13日） - 山形藩の転封により、郡内の管轄地域が大津県の管轄となる。
  - 10月 - 丸亀藩[6]領が大津県の管轄となる。
  - このころ和歌山藩領が大津県の管轄となる。
- 明治4年
  - 4月 - 彦根藩預地が大津県の管轄となる。
  - 7月14日（1871年8月29日） - 廃藩置県により、藩領が彦根県、郡山県、宮川県、水口県、山上県の管轄となる。
  - 11月22日（1872年1月2日） - 第1次府県統合により、全域が長浜県の管轄となる。
- 明治5年
  - 2月27日（1872年4月4日） - 長浜県が改称して犬上県となる。
  - 9月28日（1872年10月30日） - 滋賀県の管轄となる。
- 明治初年 - 長沢新田が長沢村に合併。（2町177村）
- 明治7年（1874年）（2町164村）
  - 5月 - 百々村・西法寺村・上矢倉村が鳥居本村に、挊野村が志賀谷村にそれぞれ合併。
  - 10月 - 岩ガ谷村が柏原村に合併。
  - 西上坂村の一部（枝郷苅又）が分立して千草村となる。
  - 本庄村が改称して天満村となる。
  - 下記の各村の統合が行われる。
    - 本市場村 ← 市場中村、本庄中村
    - 朝日村 ← 観音寺村、上夫馬村
    - 薗原村 ← 布施村、小一条村
    - 南方村 ← 新庄東村、新庄西村
    - 朝妻筑摩村 ← 朝妻村、筑摩村
    - 宮司村 ← 宮川村、下司村
    - 山階村 ← 辰巳村、乾村
    - 妙幸村が武奈村に、目河内村が梓河内村にそれぞれ合併。
- 明治8年（1875年） - 蓮華寺村が番場村に合併。（2町163村）
- 明治12年（1879年）（2町154村）
  - 3月 - 樽水村・門根村・久礼村が合併して三吉村となる。
  - 5月16日 - 郡区町村編制法の滋賀県での施行により、行政区画としての坂田郡が発足。当初は郡役所が長浜町に設置されたが、その後、「坂田東浅井郡役所」となり、東浅井郡とともに管轄。
  - 小野西山村・小野馬場村・物生山村が合併して宮田村となる。
  - 北田附村・北小足村が合併して新栄村となる。
  - 瀬田町村・三ツ屋村・宮村・北高田村が長浜町に合併[7]。
- 明治13年（1880年）6月 - 松尾寺村が上丹生村に合併。（2町153村）
- 明治14年（1881年） - 長浜新田・古殿町が長浜町に合併[8]。（1町152村）

### 町村制以降の沿革

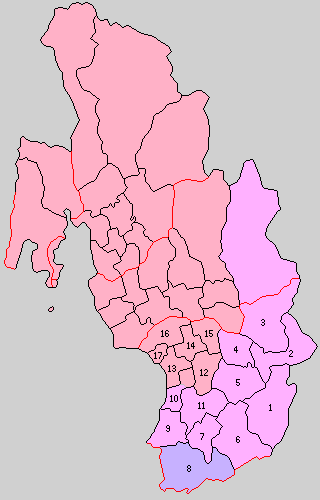
1.柏原村 2.春照村 3.伊吹村 4.大原村 5.東黒田村 6.醒井村 7.南箕浦村 8.鳥居本村 9.入江村 10.法性寺村 11.息長村 12.西黒田村 13.六荘村 14.南郷里村 15.北郷里村 16.神照村 17.長浜町（紫：彦根市 赤：長浜市 桃：米原市）

- 明治22年（1889年）4月1日 - 町村制の施行により、以下の町村が発足。（1町16村）
  - 柏原村 ← 長久寺村、柏原村、清滝村、梓河内村、須川村、大野木村（現・米原市）
  - 春照村 ← 村木村、杉沢村、高番村、大清水村、藤川村、春照村、上平寺村（現・米原市）
  - 伊吹村 ← 弥高村、上野村、伊吹村、大平寺村、小泉村、大久保村（現・米原市）
  - 大原村 ← 小田村、間田村、井之口村、村居田村、野一色村、烏脇村、坂口村、朝日村、下夫馬村、産所村、市場村、本市場村、天満村、池下村（現・米原市）
  - 東黒田村 ← 西山村、長岡村、万願寺村、菅江村、北方村、志賀谷村、山室村、大鹿村、本郷村、堂谷村（現・米原市）
  - 醒井村 ← 一色村、醒井村、枝折村、上丹生村、下丹生村、榑ヶ畑村（現・米原市）
  - 南箕浦村 ← 牛打村、樋口村、三吉村、西坂村、番場村（現・米原市）
  - 鳥居本村 ← 武奈村、男鬼村、仏生寺村、荘厳寺村、善谷村、中山村、笹尾村、原村、小野村、鳥居本村、古西法寺村、宮田村、下矢倉村、甲田村（現・彦根市）
  - 入江村 ← 梅ヶ原村、米原村、下多良村、中多良村、上多良村、朝妻筑摩村、磯村（現・米原市）
  - 法性寺村 ← 世継村、飯村、宇賀野村、長沢村（現・米原市）、加田村、加田今村（現・長浜市）
  - 息長村 ← 岩脇村、西円寺村、箕浦村、新庄村、寺倉村、能登瀬村、多和田村、日光寺村、顔戸村、高溝村、舟崎村（現・米原市）
  - 西黒田村 ← 薗原村、名越村、常喜村、鳥羽上村、本庄村、八条村（現・長浜市）
  - 六荘村 ← 田村、寺田村、下坂中村、大戌亥村、高橋村、下坂浜村、平方村、南高田村、四塚村、勝村、永久寺村、大辰巳村、室村、八幡東村（現・長浜市）
  - 南郷里村 ← 大東村、今川村、宮司村、小堀村、南田附村、加納村、榎木村、新栄村、南小足村、七条村（現・長浜市）
  - 北郷里村 ← 石田村、小屋村、堀部村、保多村、垣籠村、春近村、東上坂村、西上坂村、千草村（現・長浜市）
  - 神照村 ← 川崎村、山階村、口分田村、今村、保田村、橋本村、国友村、中沢村、下之郷村、小沢村、新庄馬場村、新庄寺村、新庄中村、南方村、八幡中山村、十里村、列見村、祇園村、相撲村、森村（現・長浜市）
  - 長浜町（長浜町[9]が単独町制）
  - 相撲庭村が東浅井郡七尾村の一部となる。
- 明治23年（1890年）3月15日 - 南箕浦村が改称して息郷村となる[10]。
- 明治27年（1894年）12月1日 - 息長村の一部（顔戸・高溝・舟崎）が分立して日撫村が発足。（1町17村）
- 明治30年（1897年）3月1日 - 法性寺村の一部（加田・加田今）が分立して神田村が発足。（1町18村）
- 明治31年（1898年）4月1日 - 郡制を施行。郡役所が長浜町に設置。
- 大正12年（1923年）
  - 4月1日 - 郡会が廃止。郡役所は存続。
  - 11月15日 - 入江村が町制施行・改称して米原町となる。（2町17村）
- 大正15年（1926年）7月1日 - 郡役所が廃止。以降は地域区分名称となる。
- 昭和17年（1942年）4月1日 - 法性寺村・日撫村が合併して坂田村が発足。（2町16村）
- 昭和18年（1943年）4月1日 - 長浜町・神照村・六荘村・南郷里村・北郷里村・西黒田村・神田村が合併して長浜市が発足し、郡より離脱。（1町10村）
- 昭和27年（1952年）4月1日 - 鳥居本村が彦根市に編入。（1町9村）
- 昭和30年（1955年）
  - 4月1日 - 坂田村・息長村が合併して近江町が発足。（2町7村）
  - 7月10日 - 柏原村・大原村・東黒田村が合併して山東町が発足。（3町4村）
- 昭和31年（1956年）9月1日（3町1村）
  - 醒井村・息郷村・米原町が合併し、改めて米原町が発足。
  - 春照村・伊吹村が東浅井郡東草野村と合併し、改めて伊吹村が発足。
- 昭和46年（1971年）2月1日 - 伊吹村が町制施行して伊吹町となる。（4町）
- 平成17年（2005年）
  - 2月14日 - 山東町・伊吹町・米原町が合併して米原市が発足し、郡より離脱。（1町）
  - 10月1日 - 近江町が米原市に編入。同日坂田郡消滅。

### 変遷表
| 明治以前         | 明治初年 - 明治13年 | 明治14年 - 明治22年  | 明治22年 4月1日 町村制施行 | 明治22年 - 大正15年              | 昭和元年 - 昭和20年   | 昭和21年 - 昭和40年         | 昭和41年 - 昭和64年        | 平成元年 - 現在              | 現在   |
| ---------------- | ------------------- | -------------------- | -------------------------- | -------------------------------- | --------------------- | --------------------------- | -------------------------- | ---------------------------- | ------ |
| 梅ヶ原村         | 梅ヶ原村            | 梅ヶ原村             | 入江村                     | 大正12年11月15日 町制改称 米原町 | 米原町                | 昭和31年9月1日 米原町       | 米原町                     | 平成17年2月14日 米原市       | 米原市 |
| 米原村           | 米原村              | 米原村               | 入江村                     | 大正12年11月15日 町制改称 米原町 | 米原町                | 昭和31年9月1日 米原町       | 米原町                     | 平成17年2月14日 米原市       | 米原市 |
| 下多良村         | 下多良村            | 下多良村             | 入江村                     | 大正12年11月15日 町制改称 米原町 | 米原町                | 昭和31年9月1日 米原町       | 米原町                     | 平成17年2月14日 米原市       | 米原市 |
| 中多良村         | 中多良村            | 中多良村             | 入江村                     | 大正12年11月15日 町制改称 米原町 | 米原町                | 昭和31年9月1日 米原町       | 米原町                     | 平成17年2月14日 米原市       | 米原市 |
| 上多良村         | 上多良村            | 上多良村             | 入江村                     | 大正12年11月15日 町制改称 米原町 | 米原町                | 昭和31年9月1日 米原町       | 米原町                     | 平成17年2月14日 米原市       | 米原市 |
| 朝妻村           | 明治7年 朝妻筑摩村  | 朝妻筑摩村           | 入江村                     | 大正12年11月15日 町制改称 米原町 | 米原町                | 昭和31年9月1日 米原町       | 米原町                     | 平成17年2月14日 米原市       | 米原市 |
| 筑摩村           | 明治7年 朝妻筑摩村  | 朝妻筑摩村           | 入江村                     | 大正12年11月15日 町制改称 米原町 | 米原町                | 昭和31年9月1日 米原町       | 米原町                     | 平成17年2月14日 米原市       | 米原市 |
| 磯村             | 磯村                | 磯村                 | 入江村                     | 大正12年11月15日 町制改称 米原町 | 米原町                | 昭和31年9月1日 米原町       | 米原町                     | 平成17年2月14日 米原市       | 米原市 |
| 牛打村           | 牛打村              | 牛打村               | 南箕浦村                   | 明治23年3月15日 改称 息郷村      | 息郷村                | 昭和31年9月1日 米原町       | 米原町                     | 平成17年2月14日 米原市       | 米原市 |
| 樋口村           | 樋口村              | 樋口村               | 南箕浦村                   | 明治23年3月15日 改称 息郷村      | 息郷村                | 昭和31年9月1日 米原町       | 米原町                     | 平成17年2月14日 米原市       | 米原市 |
| 樽水村           | 明治12年3月 三吉村  | 三吉村               | 南箕浦村                   | 明治23年3月15日 改称 息郷村      | 息郷村                | 昭和31年9月1日 米原町       | 米原町                     | 平成17年2月14日 米原市       | 米原市 |
| 門根村           | 明治12年3月 三吉村  | 三吉村               | 南箕浦村                   | 明治23年3月15日 改称 息郷村      | 息郷村                | 昭和31年9月1日 米原町       | 米原町                     | 平成17年2月14日 米原市       | 米原市 |
| 久礼村           | 明治12年3月 三吉村  | 三吉村               | 南箕浦村                   | 明治23年3月15日 改称 息郷村      | 息郷村                | 昭和31年9月1日 米原町       | 米原町                     | 平成17年2月14日 米原市       | 米原市 |
| 西坂村           | 西坂村              | 西坂村               | 南箕浦村                   | 明治23年3月15日 改称 息郷村      | 息郷村                | 昭和31年9月1日 米原町       | 米原町                     | 平成17年2月14日 米原市       | 米原市 |
| 番場村           | 明治8年 番場村      | 番場村               | 南箕浦村                   | 明治23年3月15日 改称 息郷村      | 息郷村                | 昭和31年9月1日 米原町       | 米原町                     | 平成17年2月14日 米原市       | 米原市 |
| 蓮華寺村         | 明治8年 番場村      | 番場村               | 南箕浦村                   | 明治23年3月15日 改称 息郷村      | 息郷村                | 昭和31年9月1日 米原町       | 米原町                     | 平成17年2月14日 米原市       | 米原市 |
| 一色村           | 一色村              | 一色村               | 醒井村                     | 醒井村                           | 醒井村                | 昭和31年9月1日 米原町       | 米原町                     | 平成17年2月14日 米原市       | 米原市 |
| 醒井村           | 醒井村              | 醒井村               | 醒井村                     | 醒井村                           | 醒井村                | 昭和31年9月1日 米原町       | 米原町                     | 平成17年2月14日 米原市       | 米原市 |
| 枝折村           | 枝折村              | 枝折村               | 醒井村                     | 醒井村                           | 醒井村                | 昭和31年9月1日 米原町       | 米原町                     | 平成17年2月14日 米原市       | 米原市 |
| 上丹生村         | 上丹生村            | 明治13年6月 上丹生村 | 醒井村                     | 醒井村                           | 醒井村                | 昭和31年9月1日 米原町       | 米原町                     | 平成17年2月14日 米原市       | 米原市 |
| 松尾寺村         | 松尾寺村            | 明治13年6月 上丹生村 | 醒井村                     | 醒井村                           | 醒井村                | 昭和31年9月1日 米原町       | 米原町                     | 平成17年2月14日 米原市       | 米原市 |
| 下丹生村         | 下丹生村            | 下丹生村             | 醒井村                     | 醒井村                           | 醒井村                | 昭和31年9月1日 米原町       | 米原町                     | 平成17年2月14日 米原市       | 米原市 |
| 榑ヶ畑村         | 榑ヶ畑村            | 榑ヶ畑村             | 醒井村                     | 醒井村                           | 醒井村                | 昭和31年9月1日 米原町       | 米原町                     | 平成17年2月14日 米原市       | 米原市 |
| 西山村           | 西山村              | 西山村               | 東黒田村                   | 東黒田村                         | 東黒田村              | 昭和30年7月10日 山東町      | 山東町                     | 平成17年2月14日 米原市       | 米原市 |
| 長岡村           | 長岡村              | 長岡村               | 東黒田村                   | 東黒田村                         | 東黒田村              | 昭和30年7月10日 山東町      | 山東町                     | 平成17年2月14日 米原市       | 米原市 |
| 万願寺村         | 万願寺村            | 万願寺村             | 東黒田村                   | 東黒田村                         | 東黒田村              | 昭和30年7月10日 山東町      | 山東町                     | 平成17年2月14日 米原市       | 米原市 |
| 菅江村           | 菅江村              | 菅江村               | 東黒田村                   | 東黒田村                         | 東黒田村              | 昭和30年7月10日 山東町      | 山東町                     | 平成17年2月14日 米原市       | 米原市 |
| 北方村           | 北方村              | 北方村               | 東黒田村                   | 東黒田村                         | 東黒田村              | 昭和30年7月10日 山東町      | 山東町                     | 平成17年2月14日 米原市       | 米原市 |
| 志賀谷村         | 明治7年5月 志賀谷村 | 志賀谷村             | 東黒田村                   | 東黒田村                         | 東黒田村              | 昭和30年7月10日 山東町      | 山東町                     | 平成17年2月14日 米原市       | 米原市 |
| 挊野村           | 明治7年5月 志賀谷村 | 志賀谷村             | 東黒田村                   | 東黒田村                         | 東黒田村              | 昭和30年7月10日 山東町      | 山東町                     | 平成17年2月14日 米原市       | 米原市 |
| 山室村           | 山室村              | 山室村               | 東黒田村                   | 東黒田村                         | 東黒田村              | 昭和30年7月10日 山東町      | 山東町                     | 平成17年2月14日 米原市       | 米原市 |
| 大鹿村           | 大鹿村              | 大鹿村               | 東黒田村                   | 東黒田村                         | 東黒田村              | 昭和30年7月10日 山東町      | 山東町                     | 平成17年2月14日 米原市       | 米原市 |
| 本郷村           | 本郷村              | 本郷村               | 東黒田村                   | 東黒田村                         | 東黒田村              | 昭和30年7月10日 山東町      | 山東町                     | 平成17年2月14日 米原市       | 米原市 |
| 堂谷村           | 堂谷村              | 堂谷村               | 東黒田村                   | 東黒田村                         | 東黒田村              | 昭和30年7月10日 山東町      | 山東町                     | 平成17年2月14日 米原市       | 米原市 |
| 小田村           | 小田村              | 小田村               | 大原村                     | 大原村                           | 大原村                | 昭和30年7月10日 山東町      | 山東町                     | 平成17年2月14日 米原市       | 米原市 |
| 間田村           | 間田村              | 間田村               | 大原村                     | 大原村                           | 大原村                | 昭和30年7月10日 山東町      | 山東町                     | 平成17年2月14日 米原市       | 米原市 |
| 井之口村         | 井之口村            | 井之口村             | 大原村                     | 大原村                           | 大原村                | 昭和30年7月10日 山東町      | 山東町                     | 平成17年2月14日 米原市       | 米原市 |
| 村居田村         | 村居田村            | 村居田村             | 大原村                     | 大原村                           | 大原村                | 昭和30年7月10日 山東町      | 山東町                     | 平成17年2月14日 米原市       | 米原市 |
| 野一色村         | 野一色村            | 野一色村             | 大原村                     | 大原村                           | 大原村                | 昭和30年7月10日 山東町      | 山東町                     | 平成17年2月14日 米原市       | 米原市 |
| 烏脇村           | 烏脇村              | 烏脇村               | 大原村                     | 大原村                           | 大原村                | 昭和30年7月10日 山東町      | 山東町                     | 平成17年2月14日 米原市       | 米原市 |
| 坂口村           | 坂口村              | 坂口村               | 大原村                     | 大原村                           | 大原村                | 昭和30年7月10日 山東町      | 山東町                     | 平成17年2月14日 米原市       | 米原市 |
| 観音寺村         | 明治7年 朝日村      | 朝日村               | 大原村                     | 大原村                           | 大原村                | 昭和30年7月10日 山東町      | 山東町                     | 平成17年2月14日 米原市       | 米原市 |
| 上夫馬村         | 明治7年 朝日村      | 朝日村               | 大原村                     | 大原村                           | 大原村                | 昭和30年7月10日 山東町      | 山東町                     | 平成17年2月14日 米原市       | 米原市 |
| 下夫馬村         | 下夫馬村            | 下夫馬村             | 大原村                     | 大原村                           | 大原村                | 昭和30年7月10日 山東町      | 山東町                     | 平成17年2月14日 米原市       | 米原市 |
| 産所村           | 産所村              | 産所村               | 大原村                     | 大原村                           | 大原村                | 昭和30年7月10日 山東町      | 山東町                     | 平成17年2月14日 米原市       | 米原市 |
| 市場村           | 市場村              | 市場村               | 大原村                     | 大原村                           | 大原村                | 昭和30年7月10日 山東町      | 山東町                     | 平成17年2月14日 米原市       | 米原市 |
| 市場中村         | 明治7年 本市場村    | 本市場村             | 大原村                     | 大原村                           | 大原村                | 昭和30年7月10日 山東町      | 山東町                     | 平成17年2月14日 米原市       | 米原市 |
| 本庄中村         | 明治7年 本市場村    | 本市場村             | 大原村                     | 大原村                           | 大原村                | 昭和30年7月10日 山東町      | 山東町                     | 平成17年2月14日 米原市       | 米原市 |
| 本庄村           | 明治7年 改称天満村  | 天満村               | 大原村                     | 大原村                           | 大原村                | 昭和30年7月10日 山東町      | 山東町                     | 平成17年2月14日 米原市       | 米原市 |
| 池下村           | 池下村              | 池下村               | 大原村                     | 大原村                           | 大原村                | 昭和30年7月10日 山東町      | 山東町                     | 平成17年2月14日 米原市       | 米原市 |
| 長久寺村         | 長久寺村            | 長久寺村             | 柏原村                     | 柏原村                           | 柏原村                | 昭和30年7月10日 山東町      | 山東町                     | 平成17年2月14日 米原市       | 米原市 |
| 柏原村           | 明治7年10月 柏原村  | 柏原村               | 柏原村                     | 柏原村                           | 柏原村                | 昭和30年7月10日 山東町      | 山東町                     | 平成17年2月14日 米原市       | 米原市 |
| 岩ガ谷村         | 明治7年10月 柏原村  | 柏原村               | 柏原村                     | 柏原村                           | 柏原村                | 昭和30年7月10日 山東町      | 山東町                     | 平成17年2月14日 米原市       | 米原市 |
| 清滝村           | 清滝村              | 清滝村               | 柏原村                     | 柏原村                           | 柏原村                | 昭和30年7月10日 山東町      | 山東町                     | 平成17年2月14日 米原市       | 米原市 |
| 梓河内村         | 明治7年 梓河内村    | 梓河内村             | 柏原村                     | 柏原村                           | 柏原村                | 昭和30年7月10日 山東町      | 山東町                     | 平成17年2月14日 米原市       | 米原市 |
| 目河内村         | 明治7年 梓河内村    | 梓河内村             | 柏原村                     | 柏原村                           | 柏原村                | 昭和30年7月10日 山東町      | 山東町                     | 平成17年2月14日 米原市       | 米原市 |
| 須川村           | 須川村              | 須川村               | 柏原村                     | 柏原村                           | 柏原村                | 昭和30年7月10日 山東町      | 山東町                     | 平成17年2月14日 米原市       | 米原市 |
| 大野木村         | 大野木村            | 大野木村             | 柏原村                     | 柏原村                           | 柏原村                | 昭和30年7月10日 山東町      | 山東町                     | 平成17年2月14日 米原市       | 米原市 |
| 伊吹村           | 伊吹村              | 伊吹村               | 伊吹村                     | 伊吹村                           | 伊吹村                | 昭和31年9月1日 伊吹村       | 昭和46年2月1日 町制 伊吹町 | 平成17年2月14日 米原市       | 米原市 |
| 弥高村           | 弥高村              | 弥高村               | 伊吹村                     | 伊吹村                           | 伊吹村                | 昭和31年9月1日 伊吹村       | 昭和46年2月1日 町制 伊吹町 | 平成17年2月14日 米原市       | 米原市 |
| 上野村           | 上野村              | 上野村               | 伊吹村                     | 伊吹村                           | 伊吹村                | 昭和31年9月1日 伊吹村       | 昭和46年2月1日 町制 伊吹町 | 平成17年2月14日 米原市       | 米原市 |
| 大平寺村         | 大平寺村            | 大平寺村             | 伊吹村                     | 伊吹村                           | 伊吹村                | 昭和31年9月1日 伊吹村       | 昭和46年2月1日 町制 伊吹町 | 平成17年2月14日 米原市       | 米原市 |
| 小泉村           | 小泉村              | 小泉村               | 伊吹村                     | 伊吹村                           | 伊吹村                | 昭和31年9月1日 伊吹村       | 昭和46年2月1日 町制 伊吹町 | 平成17年2月14日 米原市       | 米原市 |
| 大久保村         | 大久保村            | 大久保村             | 伊吹村                     | 伊吹村                           | 伊吹村                | 昭和31年9月1日 伊吹村       | 昭和46年2月1日 町制 伊吹町 | 平成17年2月14日 米原市       | 米原市 |
| 村木村           | 村木村              | 村木村               | 春照村                     | 春照村                           | 春照村                | 昭和31年9月1日 伊吹村       | 昭和46年2月1日 町制 伊吹町 | 平成17年2月14日 米原市       | 米原市 |
| 杉沢村           | 杉沢村              | 杉沢村               | 春照村                     | 春照村                           | 春照村                | 昭和31年9月1日 伊吹村       | 昭和46年2月1日 町制 伊吹町 | 平成17年2月14日 米原市       | 米原市 |
| 高番村           | 高番村              | 高番村               | 春照村                     | 春照村                           | 春照村                | 昭和31年9月1日 伊吹村       | 昭和46年2月1日 町制 伊吹町 | 平成17年2月14日 米原市       | 米原市 |
| 大清水村         | 大清水村            | 大清水村             | 春照村                     | 春照村                           | 春照村                | 昭和31年9月1日 伊吹村       | 昭和46年2月1日 町制 伊吹町 | 平成17年2月14日 米原市       | 米原市 |
| 藤川村           | 藤川村              | 藤川村               | 春照村                     | 春照村                           | 春照村                | 昭和31年9月1日 伊吹村       | 昭和46年2月1日 町制 伊吹町 | 平成17年2月14日 米原市       | 米原市 |
| 春照村           | 春照村              | 春照村               | 春照村                     | 春照村                           | 春照村                | 昭和31年9月1日 伊吹村       | 昭和46年2月1日 町制 伊吹町 | 平成17年2月14日 米原市       | 米原市 |
| 上平寺村         | 上平寺村            | 上平寺村             | 春照村                     | 春照村                           | 春照村                | 昭和31年9月1日 伊吹村       | 昭和46年2月1日 町制 伊吹町 | 平成17年2月14日 米原市       | 米原市 |
| 東浅井郡甲津原村 | 東浅井郡甲津原村    | 東浅井郡甲津原村     | 東浅井郡 東草野村          | 東浅井郡東草野村                 | 東浅井郡東草野村      | 昭和31年9月1日 伊吹村       | 昭和46年2月1日 町制 伊吹町 | 平成17年2月14日 米原市       | 米原市 |
| 東浅井郡曲谷村   | 東浅井郡曲谷村      | 東浅井郡曲谷村       | 東浅井郡 東草野村          | 東浅井郡東草野村                 | 東浅井郡東草野村      | 昭和31年9月1日 伊吹村       | 昭和46年2月1日 町制 伊吹町 | 平成17年2月14日 米原市       | 米原市 |
| 東浅井郡甲賀村   | 東浅井郡甲賀村      | 東浅井郡甲賀村       | 東浅井郡 東草野村          | 東浅井郡東草野村                 | 東浅井郡東草野村      | 昭和31年9月1日 伊吹村       | 昭和46年2月1日 町制 伊吹町 | 平成17年2月14日 米原市       | 米原市 |
| 東浅井郡吉槻村   | 東浅井郡吉槻村      | 東浅井郡吉槻村       | 東浅井郡 東草野村          | 東浅井郡東草野村                 | 東浅井郡東草野村      | 昭和31年9月1日 伊吹村       | 昭和46年2月1日 町制 伊吹町 | 平成17年2月14日 米原市       | 米原市 |
| 東浅井郡上板並村 | 東浅井郡上板並村    | 東浅井郡上板並村     | 東浅井郡 東草野村          | 東浅井郡東草野村                 | 東浅井郡東草野村      | 昭和31年9月1日 伊吹村       | 昭和46年2月1日 町制 伊吹町 | 平成17年2月14日 米原市       | 米原市 |
| 東浅井郡下板並村 | 東浅井郡下板並村    | 東浅井郡下板並村     | 東浅井郡 東草野村          | 東浅井郡東草野村                 | 東浅井郡東草野村      | 昭和31年9月1日 伊吹村       | 昭和46年2月1日 町制 伊吹町 | 平成17年2月14日 米原市       | 米原市 |
| 岩脇村           | 岩脇村              | 岩脇村               | 息長村                     | 息長村                           | 息長村                | 昭和30年4月1日 近江町       | 近江町                     | 平成17年10月1日 米原市に編入 | 米原市 |
| 西円寺村         | 西円寺村            | 西円寺村             | 息長村                     | 息長村                           | 息長村                | 昭和30年4月1日 近江町       | 近江町                     | 平成17年10月1日 米原市に編入 | 米原市 |
| 箕浦村           | 箕浦村              | 箕浦村               | 息長村                     | 息長村                           | 息長村                | 昭和30年4月1日 近江町       | 近江町                     | 平成17年10月1日 米原市に編入 | 米原市 |
| 新庄村           | 新庄村              | 新庄村               | 息長村                     | 息長村                           | 息長村                | 昭和30年4月1日 近江町       | 近江町                     | 平成17年10月1日 米原市に編入 | 米原市 |
| 寺倉村           | 寺倉村              | 寺倉村               | 息長村                     | 息長村                           | 息長村                | 昭和30年4月1日 近江町       | 近江町                     | 平成17年10月1日 米原市に編入 | 米原市 |
| 能登瀬村         | 能登瀬村            | 能登瀬村             | 息長村                     | 息長村                           | 息長村                | 昭和30年4月1日 近江町       | 近江町                     | 平成17年10月1日 米原市に編入 | 米原市 |
| 多和田村         | 多和田村            | 多和田村             | 息長村                     | 息長村                           | 息長村                | 昭和30年4月1日 近江町       | 近江町                     | 平成17年10月1日 米原市に編入 | 米原市 |
| 日光寺村         | 日光寺村            | 日光寺村             | 息長村                     | 息長村                           | 息長村                | 昭和30年4月1日 近江町       | 近江町                     | 平成17年10月1日 米原市に編入 | 米原市 |
| 顔戸村           | 顔戸村              | 顔戸村               | 息長村                     | 明治27年12月1日 分立 日撫村      | 昭和17年4月1日 坂田村 | 昭和30年4月1日 近江町       | 近江町                     | 平成17年10月1日 米原市に編入 | 米原市 |
| 高溝村           | 高溝村              | 高溝村               | 息長村                     | 明治27年12月1日 分立 日撫村      | 昭和17年4月1日 坂田村 | 昭和30年4月1日 近江町       | 近江町                     | 平成17年10月1日 米原市に編入 | 米原市 |
| 舟崎村           | 舟崎村              | 舟崎村               | 息長村                     | 明治27年12月1日 分立 日撫村      | 昭和17年4月1日 坂田村 | 昭和30年4月1日 近江町       | 近江町                     | 平成17年10月1日 米原市に編入 | 米原市 |
| 世継村           | 世継村              | 世継村               | 法性寺村                   | 法性寺村                         | 昭和17年4月1日 坂田村 | 昭和30年4月1日 近江町       | 近江町                     | 平成17年10月1日 米原市に編入 | 米原市 |
| 飯村             | 飯村                | 飯村                 | 法性寺村                   | 法性寺村                         | 昭和17年4月1日 坂田村 | 昭和30年4月1日 近江町       | 近江町                     | 平成17年10月1日 米原市に編入 | 米原市 |
| 宇賀野村         | 宇賀野村            | 宇賀野村             | 法性寺村                   | 法性寺村                         | 昭和17年4月1日 坂田村 | 昭和30年4月1日 近江町       | 近江町                     | 平成17年10月1日 米原市に編入 | 米原市 |
| 長沢村           | 明治初年 長沢村     | 長沢村               | 法性寺村                   | 法性寺村                         | 昭和17年4月1日 坂田村 | 昭和30年4月1日 近江町       | 近江町                     | 平成17年10月1日 米原市に編入 | 米原市 |
| 長沢新田         | 明治初年 長沢村     | 長沢村               | 法性寺村                   | 法性寺村                         | 昭和17年4月1日 坂田村 | 昭和30年4月1日 近江町       | 近江町                     | 平成17年10月1日 米原市に編入 | 米原市 |
| 加田村           | 加田村              | 加田村               | 法性寺村                   | 明治30年3月1日 分立 神田村       | 昭和18年4月1日 長浜市 | 長浜市                      | 長浜市                     | 平成18年2月13日 長浜市       | 長浜市 |
| 加田今村         | 加田今村            | 加田今村             | 法性寺村                   | 明治30年3月1日 分立 神田村       | 昭和18年4月1日 長浜市 | 長浜市                      | 長浜市                     | 平成18年2月13日 長浜市       | 長浜市 |
| 長浜町           | 明治12年 長浜町     | 明治14年 長浜町      | 長浜町                     | 長浜町                           | 昭和18年4月1日 長浜市 | 長浜市                      | 長浜市                     | 平成18年2月13日 長浜市       | 長浜市 |
| 瀬田町村         | 明治12年 長浜町     | 明治14年 長浜町      | 長浜町                     | 長浜町                           | 昭和18年4月1日 長浜市 | 長浜市                      | 長浜市                     | 平成18年2月13日 長浜市       | 長浜市 |
| 三ツ屋村         | 明治12年 長浜町     | 明治14年 長浜町      | 長浜町                     | 長浜町                           | 昭和18年4月1日 長浜市 | 長浜市                      | 長浜市                     | 平成18年2月13日 長浜市       | 長浜市 |
| 宮村             | 明治12年 長浜町     | 明治14年 長浜町      | 長浜町                     | 長浜町                           | 昭和18年4月1日 長浜市 | 長浜市                      | 長浜市                     | 平成18年2月13日 長浜市       | 長浜市 |
| 北高田村         | 明治12年 長浜町     | 明治14年 長浜町      | 長浜町                     | 長浜町                           | 昭和18年4月1日 長浜市 | 長浜市                      | 長浜市                     | 平成18年2月13日 長浜市       | 長浜市 |
| 長浜新田         | 長浜新田            | 明治14年 長浜町      | 長浜町                     | 長浜町                           | 昭和18年4月1日 長浜市 | 長浜市                      | 長浜市                     | 平成18年2月13日 長浜市       | 長浜市 |
| 古殿町           | 古殿町              | 明治14年 長浜町      | 長浜町                     | 長浜町                           | 昭和18年4月1日 長浜市 | 長浜市                      | 長浜市                     | 平成18年2月13日 長浜市       | 長浜市 |
| 田村             | 田村                | 田村                 | 六荘村                     | 六荘村                           | 昭和18年4月1日 長浜市 | 長浜市                      | 長浜市                     | 平成18年2月13日 長浜市       | 長浜市 |
| 寺田村           | 寺田村              | 寺田村               | 六荘村                     | 六荘村                           | 昭和18年4月1日 長浜市 | 長浜市                      | 長浜市                     | 平成18年2月13日 長浜市       | 長浜市 |
| 下坂中村         | 下坂中村            | 下坂中村             | 六荘村                     | 六荘村                           | 昭和18年4月1日 長浜市 | 長浜市                      | 長浜市                     | 平成18年2月13日 長浜市       | 長浜市 |
| 大戌亥村         | 大戌亥村            | 大戌亥村             | 六荘村                     | 六荘村                           | 昭和18年4月1日 長浜市 | 長浜市                      | 長浜市                     | 平成18年2月13日 長浜市       | 長浜市 |
| 高橋村           | 高橋村              | 高橋村               | 六荘村                     | 六荘村                           | 昭和18年4月1日 長浜市 | 長浜市                      | 長浜市                     | 平成18年2月13日 長浜市       | 長浜市 |
| 下坂浜村         | 下坂浜村            | 下坂浜村             | 六荘村                     | 六荘村                           | 昭和18年4月1日 長浜市 | 長浜市                      | 長浜市                     | 平成18年2月13日 長浜市       | 長浜市 |
| 平方村           | 平方村              | 平方村               | 六荘村                     | 六荘村                           | 昭和18年4月1日 長浜市 | 長浜市                      | 長浜市                     | 平成18年2月13日 長浜市       | 長浜市 |
| 南高田村         | 南高田村            | 南高田村             | 六荘村                     | 六荘村                           | 昭和18年4月1日 長浜市 | 長浜市                      | 長浜市                     | 平成18年2月13日 長浜市       | 長浜市 |
| 四塚村           | 四塚村              | 四塚村               | 六荘村                     | 六荘村                           | 昭和18年4月1日 長浜市 | 長浜市                      | 長浜市                     | 平成18年2月13日 長浜市       | 長浜市 |
| 勝村             | 勝村                | 勝村                 | 六荘村                     | 六荘村                           | 昭和18年4月1日 長浜市 | 長浜市                      | 長浜市                     | 平成18年2月13日 長浜市       | 長浜市 |
| 永久寺村         | 永久寺村            | 永久寺村             | 六荘村                     | 六荘村                           | 昭和18年4月1日 長浜市 | 長浜市                      | 長浜市                     | 平成18年2月13日 長浜市       | 長浜市 |
| 大辰巳村         | 大辰巳村            | 大辰巳村             | 六荘村                     | 六荘村                           | 昭和18年4月1日 長浜市 | 長浜市                      | 長浜市                     | 平成18年2月13日 長浜市       | 長浜市 |
| 室村             | 室村                | 室村                 | 六荘村                     | 六荘村                           | 昭和18年4月1日 長浜市 | 長浜市                      | 長浜市                     | 平成18年2月13日 長浜市       | 長浜市 |
| 八幡東村         | 八幡東村            | 八幡東村             | 六荘村                     | 六荘村                           | 昭和18年4月1日 長浜市 | 長浜市                      | 長浜市                     | 平成18年2月13日 長浜市       | 長浜市 |
| 川崎村           | 川崎村              | 川崎村               | 神照村                     | 神照村                           | 昭和18年4月1日 長浜市 | 長浜市                      | 長浜市                     | 平成18年2月13日 長浜市       | 長浜市 |
| 辰巳村           | 明治7年 山階村      | 山階村               | 神照村                     | 神照村                           | 昭和18年4月1日 長浜市 | 長浜市                      | 長浜市                     | 平成18年2月13日 長浜市       | 長浜市 |
| 乾村             | 明治7年 山階村      | 山階村               | 神照村                     | 神照村                           | 昭和18年4月1日 長浜市 | 長浜市                      | 長浜市                     | 平成18年2月13日 長浜市       | 長浜市 |
| 口分田村         | 口分田村            | 口分田村             | 神照村                     | 神照村                           | 昭和18年4月1日 長浜市 | 長浜市                      | 長浜市                     | 平成18年2月13日 長浜市       | 長浜市 |
| 今村             | 今村                | 今村                 | 神照村                     | 神照村                           | 昭和18年4月1日 長浜市 | 長浜市                      | 長浜市                     | 平成18年2月13日 長浜市       | 長浜市 |
| 保田村           | 保田村              | 保田村               | 神照村                     | 神照村                           | 昭和18年4月1日 長浜市 | 長浜市                      | 長浜市                     | 平成18年2月13日 長浜市       | 長浜市 |
| 橋本村           | 橋本村              | 橋本村               | 神照村                     | 神照村                           | 昭和18年4月1日 長浜市 | 長浜市                      | 長浜市                     | 平成18年2月13日 長浜市       | 長浜市 |
| 国友村           | 国友村              | 国友村               | 神照村                     | 神照村                           | 昭和18年4月1日 長浜市 | 長浜市                      | 長浜市                     | 平成18年2月13日 長浜市       | 長浜市 |
| 中沢村           | 中沢村              | 中沢村               | 神照村                     | 神照村                           | 昭和18年4月1日 長浜市 | 長浜市                      | 長浜市                     | 平成18年2月13日 長浜市       | 長浜市 |
| 下之郷村         | 下之郷村            | 下之郷村             | 神照村                     | 神照村                           | 昭和18年4月1日 長浜市 | 長浜市                      | 長浜市                     | 平成18年2月13日 長浜市       | 長浜市 |
| 小沢村           | 小沢村              | 小沢村               | 神照村                     | 神照村                           | 昭和18年4月1日 長浜市 | 長浜市                      | 長浜市                     | 平成18年2月13日 長浜市       | 長浜市 |
| 新庄馬場村       | 新庄馬場村          | 新庄馬場村           | 神照村                     | 神照村                           | 昭和18年4月1日 長浜市 | 長浜市                      | 長浜市                     | 平成18年2月13日 長浜市       | 長浜市 |
| 新庄寺村         | 新庄寺村            | 新庄寺村             | 神照村                     | 神照村                           | 昭和18年4月1日 長浜市 | 長浜市                      | 長浜市                     | 平成18年2月13日 長浜市       | 長浜市 |
| 新庄中村         | 新庄中村            | 新庄中村             | 神照村                     | 神照村                           | 昭和18年4月1日 長浜市 | 長浜市                      | 長浜市                     | 平成18年2月13日 長浜市       | 長浜市 |
| 新庄東村         | 明治7年 南方村      | 南方村               | 神照村                     | 神照村                           | 昭和18年4月1日 長浜市 | 長浜市                      | 長浜市                     | 平成18年2月13日 長浜市       | 長浜市 |
| 新庄西村         | 明治7年 南方村      | 南方村               | 神照村                     | 神照村                           | 昭和18年4月1日 長浜市 | 長浜市                      | 長浜市                     | 平成18年2月13日 長浜市       | 長浜市 |
| 八幡中山村       | 八幡中山村          | 八幡中山村           | 神照村                     | 神照村                           | 昭和18年4月1日 長浜市 | 長浜市                      | 長浜市                     | 平成18年2月13日 長浜市       | 長浜市 |
| 十里村           | 十里村              | 十里村               | 神照村                     | 神照村                           | 昭和18年4月1日 長浜市 | 長浜市                      | 長浜市                     | 平成18年2月13日 長浜市       | 長浜市 |
| 列見村           | 列見村              | 列見村               | 神照村                     | 神照村                           | 昭和18年4月1日 長浜市 | 長浜市                      | 長浜市                     | 平成18年2月13日 長浜市       | 長浜市 |
| 祇園村           | 祇園村              | 祇園村               | 神照村                     | 神照村                           | 昭和18年4月1日 長浜市 | 長浜市                      | 長浜市                     | 平成18年2月13日 長浜市       | 長浜市 |
| 相撲村           | 相撲村              | 相撲村               | 神照村                     | 神照村                           | 昭和18年4月1日 長浜市 | 長浜市                      | 長浜市                     | 平成18年2月13日 長浜市       | 長浜市 |
| 森村             | 森村                | 森村                 | 神照村                     | 神照村                           | 昭和18年4月1日 長浜市 | 長浜市                      | 長浜市                     | 平成18年2月13日 長浜市       | 長浜市 |
| 石田村           | 石田村              | 石田村               | 北郷里村                   | 北郷里村                         | 昭和18年4月1日 長浜市 | 長浜市                      | 長浜市                     | 平成18年2月13日 長浜市       | 長浜市 |
| 小屋村           | 小屋村              | 小屋村               | 北郷里村                   | 北郷里村                         | 昭和18年4月1日 長浜市 | 長浜市                      | 長浜市                     | 平成18年2月13日 長浜市       | 長浜市 |
| 堀部村           | 堀部村              | 堀部村               | 北郷里村                   | 北郷里村                         | 昭和18年4月1日 長浜市 | 長浜市                      | 長浜市                     | 平成18年2月13日 長浜市       | 長浜市 |
| 保多村           | 保多村              | 保多村               | 北郷里村                   | 北郷里村                         | 昭和18年4月1日 長浜市 | 長浜市                      | 長浜市                     | 平成18年2月13日 長浜市       | 長浜市 |
| 垣籠村           | 垣籠村              | 垣籠村               | 北郷里村                   | 北郷里村                         | 昭和18年4月1日 長浜市 | 長浜市                      | 長浜市                     | 平成18年2月13日 長浜市       | 長浜市 |
| 春近村           | 春近村              | 春近村               | 北郷里村                   | 北郷里村                         | 昭和18年4月1日 長浜市 | 長浜市                      | 長浜市                     | 平成18年2月13日 長浜市       | 長浜市 |
| 東上坂村         | 東上坂村            | 東上坂村             | 北郷里村                   | 北郷里村                         | 昭和18年4月1日 長浜市 | 長浜市                      | 長浜市                     | 平成18年2月13日 長浜市       | 長浜市 |
| 西上坂村         | 西上坂村            | 西上坂村             | 北郷里村                   | 北郷里村                         | 昭和18年4月1日 長浜市 | 長浜市                      | 長浜市                     | 平成18年2月13日 長浜市       | 長浜市 |
| 西上坂村         | 明治7年 分立 千草村 | 千草村               | 北郷里村                   | 北郷里村                         | 昭和18年4月1日 長浜市 | 長浜市                      | 長浜市                     | 平成18年2月13日 長浜市       | 長浜市 |
| 大東村           | 大東村              | 大東村               | 南郷里村                   | 南郷里村                         | 昭和18年4月1日 長浜市 | 長浜市                      | 長浜市                     | 平成18年2月13日 長浜市       | 長浜市 |
| 今川村           | 今川村              | 今川村               | 南郷里村                   | 南郷里村                         | 昭和18年4月1日 長浜市 | 長浜市                      | 長浜市                     | 平成18年2月13日 長浜市       | 長浜市 |
| 宮川村           | 明治7年 宮司村      | 宮司村               | 南郷里村                   | 南郷里村                         | 昭和18年4月1日 長浜市 | 長浜市                      | 長浜市                     | 平成18年2月13日 長浜市       | 長浜市 |
| 下司村           | 明治7年 宮司村      | 宮司村               | 南郷里村                   | 南郷里村                         | 昭和18年4月1日 長浜市 | 長浜市                      | 長浜市                     | 平成18年2月13日 長浜市       | 長浜市 |
| 小堀村           | 小堀村              | 小堀村               | 南郷里村                   | 南郷里村                         | 昭和18年4月1日 長浜市 | 長浜市                      | 長浜市                     | 平成18年2月13日 長浜市       | 長浜市 |
| 南田附村         | 南田附村            | 南田附村             | 南郷里村                   | 南郷里村                         | 昭和18年4月1日 長浜市 | 長浜市                      | 長浜市                     | 平成18年2月13日 長浜市       | 長浜市 |
| 加納村           | 加納村              | 加納村               | 南郷里村                   | 南郷里村                         | 昭和18年4月1日 長浜市 | 長浜市                      | 長浜市                     | 平成18年2月13日 長浜市       | 長浜市 |
| 榎木村           | 榎木村              | 榎木村               | 南郷里村                   | 南郷里村                         | 昭和18年4月1日 長浜市 | 長浜市                      | 長浜市                     | 平成18年2月13日 長浜市       | 長浜市 |
| 北田附村         | 明治12年 新栄村     | 新栄村               | 南郷里村                   | 南郷里村                         | 昭和18年4月1日 長浜市 | 長浜市                      | 長浜市                     | 平成18年2月13日 長浜市       | 長浜市 |
| 北小足村         | 明治12年 新栄村     | 新栄村               | 南郷里村                   | 南郷里村                         | 昭和18年4月1日 長浜市 | 長浜市                      | 長浜市                     | 平成18年2月13日 長浜市       | 長浜市 |
| 南小足村         | 南小足村            | 南小足村             | 南郷里村                   | 南郷里村                         | 昭和18年4月1日 長浜市 | 長浜市                      | 長浜市                     | 平成18年2月13日 長浜市       | 長浜市 |
| 七条村           | 七条村              | 七条村               | 南郷里村                   | 南郷里村                         | 昭和18年4月1日 長浜市 | 長浜市                      | 長浜市                     | 平成18年2月13日 長浜市       | 長浜市 |
| 布施村           | 明治7年 薗原村      | 薗原村               | 西黒田村                   | 西黒田村                         | 昭和18年4月1日 長浜市 | 長浜市                      | 長浜市                     | 平成18年2月13日 長浜市       | 長浜市 |
| 小一条村         | 明治7年 薗原村      | 薗原村               | 西黒田村                   | 西黒田村                         | 昭和18年4月1日 長浜市 | 長浜市                      | 長浜市                     | 平成18年2月13日 長浜市       | 長浜市 |
| 名越村           | 名越村              | 名越村               | 西黒田村                   | 西黒田村                         | 昭和18年4月1日 長浜市 | 長浜市                      | 長浜市                     | 平成18年2月13日 長浜市       | 長浜市 |
| 常喜村           | 常喜村              | 常喜村               | 西黒田村                   | 西黒田村                         | 昭和18年4月1日 長浜市 | 長浜市                      | 長浜市                     | 平成18年2月13日 長浜市       | 長浜市 |
| 鳥羽上村         | 鳥羽上村            | 鳥羽上村             | 西黒田村                   | 西黒田村                         | 昭和18年4月1日 長浜市 | 長浜市                      | 長浜市                     | 平成18年2月13日 長浜市       | 長浜市 |
| 本庄村           | 本庄村              | 本庄村               | 西黒田村                   | 西黒田村                         | 昭和18年4月1日 長浜市 | 長浜市                      | 長浜市                     | 平成18年2月13日 長浜市       | 長浜市 |
| 八条村           | 八条村              | 八条村               | 西黒田村                   | 西黒田村                         | 昭和18年4月1日 長浜市 | 長浜市                      | 長浜市                     | 平成18年2月13日 長浜市       | 長浜市 |
| 武奈村           | 明治7年 武奈村      | 武奈村               | 鳥居本村                   | 鳥居本村                         | 鳥居本村              | 昭和27年4月1日 彦根市に編入 | 彦根市                     | 彦根市                       | 彦根市 |
| 妙幸村           | 明治7年 武奈村      | 武奈村               | 鳥居本村                   | 鳥居本村                         | 鳥居本村              | 昭和27年4月1日 彦根市に編入 | 彦根市                     | 彦根市                       | 彦根市 |
| 男鬼村           | 男鬼村              | 男鬼村               | 鳥居本村                   | 鳥居本村                         | 鳥居本村              | 昭和27年4月1日 彦根市に編入 | 彦根市                     | 彦根市                       | 彦根市 |
| 仏生寺村         | 仏生寺村            | 仏生寺村             | 鳥居本村                   | 鳥居本村                         | 鳥居本村              | 昭和27年4月1日 彦根市に編入 | 彦根市                     | 彦根市                       | 彦根市 |
| 荘厳寺村         | 荘厳寺村            | 荘厳寺村             | 鳥居本村                   | 鳥居本村                         | 鳥居本村              | 昭和27年4月1日 彦根市に編入 | 彦根市                     | 彦根市                       | 彦根市 |
| 善谷村           | 善谷村              | 善谷村               | 鳥居本村                   | 鳥居本村                         | 鳥居本村              | 昭和27年4月1日 彦根市に編入 | 彦根市                     | 彦根市                       | 彦根市 |
| 中山村           | 中山村              | 中山村               | 鳥居本村                   | 鳥居本村                         | 鳥居本村              | 昭和27年4月1日 彦根市に編入 | 彦根市                     | 彦根市                       | 彦根市 |
| 笹尾村           | 笹尾村              | 笹尾村               | 鳥居本村                   | 鳥居本村                         | 鳥居本村              | 昭和27年4月1日 彦根市に編入 | 彦根市                     | 彦根市                       | 彦根市 |
| 原村             | 原村                | 原村                 | 鳥居本村                   | 鳥居本村                         | 鳥居本村              | 昭和27年4月1日 彦根市に編入 | 彦根市                     | 彦根市                       | 彦根市 |
| 小野村           | 小野村              | 小野村               | 鳥居本村                   | 鳥居本村                         | 鳥居本村              | 昭和27年4月1日 彦根市に編入 | 彦根市                     | 彦根市                       | 彦根市 |
| 鳥居本村         | 明治7年5月 鳥居本村 | 鳥居本村             | 鳥居本村                   | 鳥居本村                         | 鳥居本村              | 昭和27年4月1日 彦根市に編入 | 彦根市                     | 彦根市                       | 彦根市 |
| 百々村           | 明治7年5月 鳥居本村 | 鳥居本村             | 鳥居本村                   | 鳥居本村                         | 鳥居本村              | 昭和27年4月1日 彦根市に編入 | 彦根市                     | 彦根市                       | 彦根市 |
| 西法寺村         | 明治7年5月 鳥居本村 | 鳥居本村             | 鳥居本村                   | 鳥居本村                         | 鳥居本村              | 昭和27年4月1日 彦根市に編入 | 彦根市                     | 彦根市                       | 彦根市 |
| 上矢倉村         | 明治7年5月 鳥居本村 | 鳥居本村             | 鳥居本村                   | 鳥居本村                         | 鳥居本村              | 昭和27年4月1日 彦根市に編入 | 彦根市                     | 彦根市                       | 彦根市 |
| 古西法寺村       | 古西法寺村          | 古西法寺村           | 鳥居本村                   | 鳥居本村                         | 鳥居本村              | 昭和27年4月1日 彦根市に編入 | 彦根市                     | 彦根市                       | 彦根市 |
| 小野西山村       | 明治12年 宮田村     | 宮田村               | 鳥居本村                   | 鳥居本村                         | 鳥居本村              | 昭和27年4月1日 彦根市に編入 | 彦根市                     | 彦根市                       | 彦根市 |
| 小野馬場村       | 明治12年 宮田村     | 宮田村               | 鳥居本村                   | 鳥居本村                         | 鳥居本村              | 昭和27年4月1日 彦根市に編入 | 彦根市                     | 彦根市                       | 彦根市 |
| 物生山村         | 明治12年 宮田村     | 宮田村               | 鳥居本村                   | 鳥居本村                         | 鳥居本村              | 昭和27年4月1日 彦根市に編入 | 彦根市                     | 彦根市                       | 彦根市 |
| 下矢倉村         | 下矢倉村            | 下矢倉村             | 鳥居本村                   | 鳥居本村                         | 鳥居本村              | 昭和27年4月1日 彦根市に編入 | 彦根市                     | 彦根市                       | 彦根市 |
| 甲田村           | 甲田村              | 甲田村               | 鳥居本村                   | 鳥居本村                         | 鳥居本村              | 昭和27年4月1日 彦根市に編入 | 彦根市                     | 彦根市                       | 彦根市 |

## 行政
坂田・東浅井郡長
| 代 | 氏名 | 就任年月日                | 退任年月日                | 備考                         |
| -- | ---- | ------------------------- | ------------------------- | ---------------------------- |
| 1  |      | 明治12年（1879年）5月16日 |                           | 任期途中から東浅井郡長も兼務 |
|    |      |                           | 明治31年（1898年）3月31日 | 廃官                         |

坂田郡長
| 代 | 氏名 | 就任年月日               | 退任年月日                | 備考                   |
| -- | ---- | ------------------------ | ------------------------- | ---------------------- |
| 1  |      | 明治31年（1898年）4月1日 |                           |                        |
|    |      |                          | 大正15年（1926年）6月30日 | 郡役所廃止により、廃官 |